# Goodyera lanceolata
Goodyera lanceolata är en orkidéart som beskrevs av Henry Nicholas Ridley. Goodyera lanceolata ingår i släktet knärötter, och familjen orkidéer. Inga underarter finns listade i Catalogue of Life.